# 米尔桑 (伊夫林省)
米尔桑（法語：Mulcent，法語發音：[mylsɑ̃]）是法国伊夫林省的一个市镇，属于芒特拉若利区。

## 地理
米尔桑（48°52'44"N, 1°39'6"E）面积3.54 平方千米，位于法国法蘭西島大區伊夫林省，该省份为法国北部内陆省份，北起瓦兹河谷省，西接厄尔省，西南接厄尔-卢瓦省，东南接埃松省，东临上塞纳省。
与米尔桑接壤的市镇（或旧市镇、城区）包括：锡夫里拉福雷、库尔让、蒙绍韦、奥维利耶、普吕奈勒唐普勒、塞普特伊。

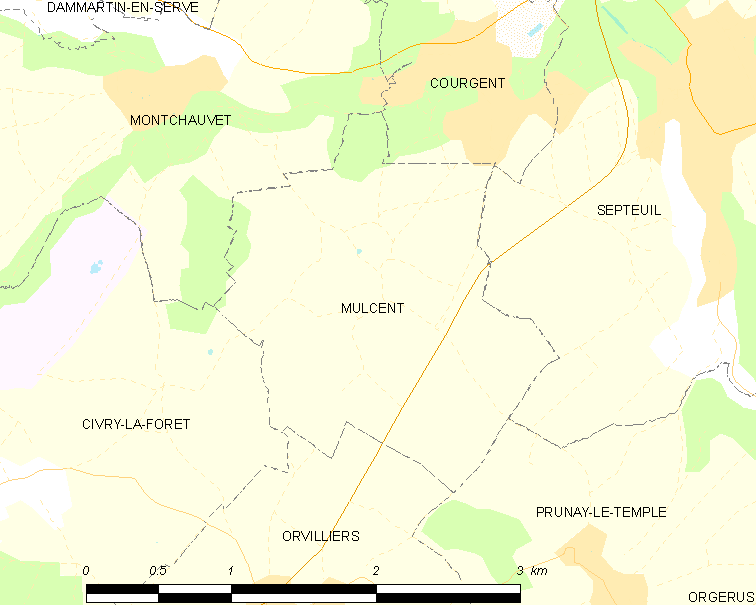
的OSM定位图

米尔桑的时区为UTC+01:00、UTC+02:00（夏令时）。

## 行政
米尔桑的邮政编码为78790，INSEE市镇编码为78439。

## 政治
米尔桑所属的省级选区为塞纳河畔博尼耶尔县。

## 人口

1962-2008年间人口变化图示

米尔桑于2022年1月1日时的人口数量为117人。